# جيوفاني جنتيلي
جيوفاني جنتيلي Geovanni Gentille أو جيوفاني جنتيله (30 مايو 1875 - 15 أبريل 1944) فيلسوف إيطالي مثالي من أتباع الهيغلية الجديدة، أحد زملاء من بينيديتو كروتشي. وصف نفسه بأنه «فيلسوف الفاشية» وألف مذهب الفاشية (1932) لبينيتو موسوليني. ابتكر أيضاً مذهبه الفلسفي «المثالية الفعلية».

## حياته
ولد جيوفاني جنتيلي في صقلية، كان متأثرًا بمفكرين إيطاليين أمثال مازيني وبفلاسفة ألمان أمثال نيتشه وهيجل حيث شغل منصب أستاذ جامعي في الفلسفة سنة 1907 وفي سنة 1923 شغل منصب وزير التربية في النظام الفاشي أما بالنسبة للدين فقد كان ملحدا كاثوليكي الثقافة.

## فلسفته
أسس السيد جيوفاني جنتيلي ما سماه المثالية العملية أو المثالية الفعلية Actual idealism وتعد استمرارا مطورا للمثالية المطلقة التي نادى بها الحكيم هيجل، فالمثالية المطلقة هي التي ترد كل الواقع إلى العقل بما هو عقل أو فكر الفكر وهو ما يسميه الحكيم هيجل الروح المطلق Absolute Spirit أي ليس العقل المسؤول على الربط بين الأشياء ربطا منطقيا سليما بل السبب الحقيقي المطلق وراء إعمال العقل، أما بالنسبة للسيد جيوفاني جنتيلي فإن الواقع ليس هو الفكر فقط وإنما فعل التفكير ولهذا سميت فلسفته مثالية عملية.

## آراؤه السياسية
لا يمكن الفصل بين الآراء الفلسفية والآراء السياسية للسيد جيوفاني جنتيلي لأن الثانية تنبني على الأولى فهو باعتبار أنه فيلسوف مثالي يرى أن الدولة تجسيد للروح المطلق فهي تمثل الأفكار والإرادة المشتركة للشعب كما يقول الدوق بينيتو موسوليني `` الدولة تجسيد لقانون أعلى``, إذ يرى فيلسوفنا أن الهدف من الدولة ليس تلبية الحاجيات المادية للشعب بل إنها فكر الفكر حسب هو تعبيره،  لكنه عارض التمييز العرقي الذي بدأت إيطاليا تتأثر به من النازيين بالرغم من أن نظريتها عن العرق كانت ثقافية وليست بيولوجية كما هي عند النازية.

## وفاته
تم اغتيال السيد جيوفاني جنتلي بطلاقات نارية على يد المعادين للفاشية يوم 15 أبريل سنة 1944 في فلورنسا.

## روابط خارجية
- جيوفاني جنتيلي على موقع الموسوعة البريطانية (الإنجليزية)